# Университет штата Орегон
Университет штата Орегон (Oregon State University, OSU) — американский университет, находящийся в городе Корваллис в штате Орегон. Крупнейший университет этого штата. Основан в 1868 году, статус университета — с 1961 года. Структурно включает 11 колледжей. В настоящее время (2017) здесь насчитывается почти 31,5 тыс. учащихся. Среди его выдающихся выпускников — двукратный лауреат Нобелевской премии Линус Полинг и изобретатель Дуглас Энгельбарт.
История вуза отсчитывается от появления в 1858 году Corvallis College. С 1885 года — Орегонский сельскохозяйственный колледж, и полностью контролируется штатом. С 1937 года — Колледж штата Орегон, с 1961 — университет.
В 1935 году здесь впервые были присуждены докторские степени. Осенью 2008 года число учащихся превысило 20 тыс. человек. За годы существования университета его выпускниками стали более 230 тыс. человек.
Согласно Американскому институту экономических исследований, кампус университета входит в десятку лучших в стране. Согласно US News & World Report, предоставляемое университетом онлайн-образование входит в десятку лучших в стране. Имеет известную библиотеку Вэлли.